# Roberto Simón Marina
Roberto Simón Marina (Villanueva de la Serena, 28 d'agost de 1961) és un exfutbolista, ara entrenador, extremeny.

## Trajectòria
Marina va néixer a Villanueva de la Serena, a la província de Badajoz, encara que es va criar a Talamanca de Jarama, en la província de Madrid. Va començar a jugar al futbol en el CD Las Islas, abans d'ingressar en els juvenils de l'Atlètic de Madrid.
Marcel Domingo, tècnic del primer equip, el va fer debutar en Primera Divisió el 15 de maig de 1980 en l'Estadi d'Atotxa, coincidint en l'última jornada de la temporada 1979/80. Marina va saltar al terreny de joc en el minut 75, substituint Javi. Eixe estiu va realitzar la pretemporada amb el primer equip, però després se'n va anar a Saragossa per a realitzar el servei militar.
Al seu retorn va jugar dues temporades en el Atlético Madrileño, a les ordres de Joaquín Peiró. Va ser Luis Aragonés qui el va fer incorporar-se definitivament al primer equip matalasser, la temporada 1982/83.
Marina va acabar convertint-se en un dels jugadors més emblemàtics del club madrileny. Va viure els seus millors moments a mitjans dels anys 1980, i va conduir al conjunt del Vicente Calderón a diversos èxits esportius. La temporada 1983/84 va ser subcampió de la Copa de la Lliga, després de caure davant el Reial Valladolid. La següent campanya, va tornar a perdre la final de la Copa de Lliga i també va ser subcampió de Lliga, però va assolir la Copa del Rei. Marina va jugar com a titular la final, davant l'Athletic Club, conquistant el primer títol roig-i-blanc després de vuit anys de sequera.
La temporada 1985/86 va començar conquistant la Supercopa d'Espanya –per primera vegada en la història de l'Atlético- i va posar fi al subcampionat de la Recopa d'Europa. Marina va disputar els noranta minuts de la final continental guanyada pel Dinamo de Kíev. La següent campanya va tornar a quedar-se a les portes d'un títol, després de perdre la final de la Copa del Rei. La Reial Societat es va dur el títol en els llançaments de penals.
Després d'aquesta temporada, i amb la marxa de Luis Aragonés, Marina va anar perdent pes en l'equip. En la seva última temporada com matalasser, la 1989/90, va assolir una fita històrica: el gol número 3.000 de l'Atlètic de Madrid en primera divisió. Ho va aconseguir el 21 de gener de 1990 davant el València CF.
L'agost de 1990 va arribar a ser presentat amb la plantilla de l'Atlètic de Madrid -encara tenia tres anys de contracte-, però pocs dies després va ser traspassat al RCD Mallorca per 50 milions de pessetes. En el club balear va jugar dos anys, encara que mai va assolir afermar-se en la titularitat. En la seva primera temporada com mallorquinista va ser subcampió de la Copa del Rei, un èxit sense precedents en la història del club. En la final es va imposar el seu ex equip, l'Atlètic de Madrid, encara que Marina va haver de conformar-se a viure el partit des de la banqueta. La següent temporada, no obstant això, va haver de sofrir el descens a Segona Divisió.
A la vora de la retirada, la temporada 1992/93 va acceptar l'oferta del modest CD Toledo, de la Segona Divisió B. Des del mig del camp, Marina va dirigir l'equip castellanolleonès en la millor etapa de la seva història. En el seu primer any, el Toledo va assolir ascendir a Segona A, per primer cop. A l'any següent, aconsegueix jugar la promoció d'ascens a primera divisió, tot perdent davant el Reial Valladolid. Marina va vestir un any més la samarreta verda abans de penjar les botes.

### Com a entrenador
Després de la seva retirada, va començar la seva carrera com tècnic en el mateix Toledo, com segon d'Emilio Cruz, al que després va seguir en el CD Ourense (temporada 1998/99). Va tornar a l'Atlético de Madrid per a ser el coordinador dels entrenadors de futbol base del club i va dirigir al segon filial, el CP Amorós, en Tercera Divisió.
Posteriorment, Luis Aragonés el va convertir en segon entrenador del primer equip la temporades 2001/02 i 2002/03. Després de la marxa del tècnic d'Hortaleza va passar a ser ajudant de Pepe Murcia en l'Atlético de Madrid B.

## Selecció
Encara que va ser convocat en tres ocasions, només va arribar a disputar vuit minuts amb la samarreta de la selecció espanyola. El seu únic partit com a internacional va ser un amistós davant Irlanda jugat a Cork el 26 de maig de 1985. Miguel Muñoz el va fer saltar al terreny de joc en el minut 82 en lloc de Marcos Alonso.
Prèviament, va ser internacional en les diferents categories inferiors de la selecció espanyola (sub-19, sub-20, sub-21 i sub-23) i va disputar un encontre amb la selecció amateur.